# Sulfonzuurchloride

Structuurformule van p-tolueen-sulfonylchloride

Sulfonzuurchloriden of sulfonylchloriden vormen een groep van organische verbindingen met als brutoformule R-SO2Cl. Zij kunnen gezien worden als het zuurchloride van een sulfonzuur. Sulfonzuurchloriden reageren, net als de carbonzuurchloriden, vlot met alcoholen tot sulfonzure esters. De groep R staat voor een (aromatische) koolwaterstof.

## Synthese
Sulfonzuurchloriden kunnen met behulp van de Reed-reactie worden bereid:

## Voorbeelden
- methaan-sulfonylchloride of mesylchloride
- p-broombenzeen-sulfonylchloride of brosylchloride
- p-nitrobenzeen-sulfonylchloride of nosylchloride
- p-tolueen-sulfonylchloride of tosylchloride, zouten en esters worden tosylaten genoemd.

## Websites
- Merck. sulfonate chloride. met driedimensionale structuurformule